# Giustino (Vivaldi)
Giustino (auch Il Giustino, RV 717) ist eine Oper in drei Akten von Antonio Vivaldi. Das Libretto erstellte wahrscheinlich Antonio Maria Lucchini auf Basis von Nicolò Beregans Libretto zu Giovanni Legrenzis Oper Giustino (1683) und Pietro Pariatis darauf basierendem Libretto zu Tomaso Albinonis Oper Giustino (1711). Die Uraufführung fand im Januar oder Februar 1724 im Teatro Capranica in Rom statt. Alle Partien wurden ursprünglich von Männern bzw. Kastraten gesungen, darunter der berühmte Frauendarsteller Giacinto Fontana „il Farfallino“ als prima donna Arianna.

## Handlung

### Historische Grundlagen
Die Oper basiert frei auf historischen Begebenheiten um den oströmischen (byzantinischen) Kaiser Anastasios (hier italienisch Anastasio genannt), dessen Nachfolger Justin I. (Giustino), der Kaiserin Ariadne (Arianna) und der Rebellion des Vitalian (Vitaliano), die der Geschichtsschreiber Prokop um 553 in seinem Werk Anekdota beschrieben hatte.
Nach dem Tod von Kaiser Zenon im Jahr 491 heiratete dessen Witwe Ariadne gegen den Widerstand ihrer Familie den bereits sechzig Jahre alten Anastasios, der dadurch Kaiser wurde. Der illyrische Bauer Justin wiederum ging um 470 als junger Mann mit zwei Begleitern nach Konstantinopel, trat in die Leibwache Kaiser Leos I. ein und stieg bis zu deren Befehlshaber auf. Er wurde 518 in fortgeschrittenem Alter als Nachfolger Anastasios’ zum Kaiser ausgerufen. Der thrakische General Vitalian rebellierte zwei Male gegen Anastasios. Das historische Vorbild des Amantio war ein gleichnamiger Palasteunuch, der ebenfalls einen Aufstand anzettelte. Die geschilderten Liebesverwicklungen sind frei erfunden.

### Kurzfassung
Erster Akt. Die byzantinische Kaiserin Arianna ehelicht ihren Vertrauten Anastasio und ernennt ihn zum Mitkaiser. Das Reich wird allerdings von Vitaliano bedroht, der Arianna selbst begehrt und ihre Hand zur Friedensbedingung macht. Unterdessen sehnt sich der Bauer Giustino nach einem ruhmreichen Leben. Die erste Gelegenheit bietet sich, als er Anastasios Schwester Leocasta vor einem Bären retten muss. Durch sie erhält er Zugang zum Kaiserhof. Vitalianos Bruder Andronico, der sich in Leocasta verliebt hat, tritt als Frau verkleidet eine Stellung als ihre Hofdame an. Als Arianna von Vitaliano gefangen genommen wird, ernennt Anastasio Giustino zum Ritter, um sie mit seiner Hilfe zu befreien. Da Arianna Vitalianos Werben weiterhin entschieden zurückweist, befiehlt er seinem Hauptmann Polidarte, sie einem Meeresungeheuer zum Fraß vorzuwerfen.
Zweiter Akt. Anastasio und Giustino, die in einem Sturm Schiffbruch erlitten haben, retten sich an die Küste. Polidarte lässt Arianna an einen Felsen ketten und überlässt sie dem Monster, das an dieser Stelle üblicherweise auf Nahrungssuche geht. Als das Meeresungeheuer erscheint, ruft Arianna um Hilfe. Giustino eilt herbei und erlegt das Untier. Der inzwischen reumütige Vitaliano kommt zu spät. Andronico wirbt weiterhin verkleidet um die Gunst Leocastas. Die Entscheidungsschlacht endet zu Gunsten Anastasios, und Giustino kann Vitaliano gefangen nehmen. Anastasios General Amanzio, der Giustino den Erfolg neidet, intrigiert gegen ihn. Andronico lockt Leocasta in einen Wald, um sie zu vergewaltigen. Giustino rettet sie erneut und lässt Andronico festnehmen.
Dritter Akt. Vitaliano und Andronico gelingt die Flucht. Als Arianna Giustino für die Rettung Leocastas großzügig belohnt, interpretiert das der von Amanzio misstrauisch gemachte Anastasio als Liebesbeweis. Er verbannt Arianna und verurteilt Giustino zum Tod. Amanzios Ziel ist jetzt der byzantinische Thron. Er plant einen bewaffneten Aufstand seiner Anhänger. Giustino kann mit Leocastas Hilfe fliehen. Als er in der Wildnis im Schlaf von Vitaliano und Andronico überrascht wird, ertönt die Stimme von deren verstorbenem Vater, die verkündet, dass Giustino ihr Bruder sei. Giustino überredet sie, auf die Seite Anastasios zu wechseln und gemeinsam den Aufstand Amanzios niederzuschlagen. Kurz vor Amanzios Thronbesteigung dringen die drei in den Palast ein und überwältigen ihn. Vitaliano und Andronico schwören Anastasio Treue und erhalten seine Vergebung. Giustino wird zum Mitregenten ernannt und heiratet Leocasta.

### Erster Akt
Prunksaal für die Krönung Anastasios und dessen Hochzeit mit Kaiserin Arianna
Szene 1. Vor dem versammelten Hofstaat und Volk heiratet Kaiserin Arianna ihren Vertrauten Anastasio und ernennt ihn zum Mitkaiser (Aria breve Arianna/Chor: „Viva Augusto eterno impero“ – Anastasio/Chor: „Viva Arianna e il suo bel core“). General Amanzio unterbricht die Feierlichkeiten, um vor dem Tyrannen Vitaliano zu warnen, der bereits den Bosporus erobert habe und jetzt die Stadt bedrohe.
Szene 2. Vitalianos Hauptmann Polidarte trifft mit einem Friedensangebot seines Herrn ein. Bedingung ist allerdings, dass Arianna in die Ehe mit Vitaliano einwilligt. Anastasio weist dies entschieden zurück. Er ist bereit zum Krieg. Seine Kraft will er aus den liebenden Augen Ariannas ziehen (Arie Anastasio: „Un vostro sguardo“).
Szene 3. Beeindruckt von der Tatkraft ihres Gatten beschließt Arianna, ihm in den Kampf zu folgen (Arie Arianna: „Dà tuoi begl’occhi impara“).
Feld mit Obstbäumen

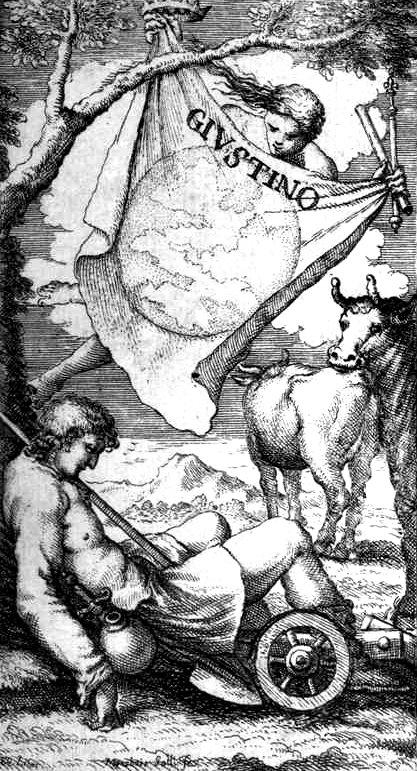
Fortuna erscheint dem auf seinem Pflug schlafenden Giustino. Bild aus dem Libretto von Giovanni Legrenzis Oper Giustino, Venedig 1683

Szene 4. Der Bauer Giustino hat genug von seinem anstrengenden Leben. Er sehnt sich nach Ruhm auf dem Schlachtfeld und lässt sich müde auf seinem Pflug nieder (Arie Giustino: „Bel riposo dè mortali“).
Szene 5. Begleitet von Genien mit Zeptern, Girlanden und Schätzen erscheint die Göttin Fortuna in einer prachtvollen Maschine (Sinfonia) und fordert Giustino auf, sein Schicksal anzunehmen: Königreiche und Schätze warten auf ihn (Arie Fortuna: „Della tua sorte“). Giustino erhebt sich voller Tatendrang.
Szene 6. Plötzlich erscheint Leocasta, die Schwester des Kaisers, auf der Flucht vor einem wilden Bären. Sie fleht Giustino um Hilfe an. Nachdem er die Bestie erlegt hat, lädt die beeindruckte Leocasta ihn an den Königshof, wo er seine Belohnung erhalten soll (Arie Leocasta: „Nacque al bosco e nacque al prato“).
Zimmer
Szene 7. Arianna bittet den General Amanzio um Unterstützung bei ihren Kriegsplänen.
Szene 8. Anastasio stellt Arianna ihre neue Hofdame Flavia vor. Bei dieser handelt es sich allerdings in Wirklichkeit um Vitalianos als Frau verkleideten Bruder Andronico. Arianna schickt sie zu Leocasta und bedankt sich bei ihrem Mann mit einem Liebeslied (Arie Arianna: „Sole degl’occhi miei“). Amanzio geht, um die Schlacht vorzubereiten (Arie Amanzio: „La gloria del mio sangue“). Anastasio will ihm nach einem kurzen Besuch bei seiner Schwester folgen. Er kann sich nur schwer von Arianna trennen (Arie Anastasio: „Vedrò con mio diletto“).
Szene 9. Leocasta empfängt die vermeintliche Flavia freundlich. Andronico, der in sie verliebt ist, erwähnt beiläufig ein Leid, das durch ihre Gegenwart wiedergutgemacht werde. Daraufhin bietet ihr Giustino seinen Beistand gegen den Verursacher an – was eifersüchtige Gefühle bei Leocasta und Andronico hervorruft.
Szene 10. Anastasio bringt die Nachricht, dass Arianna von den Feinden gefangen genommen wurde. Daraufhin schlägt Leocasta vor, dass Giustino einen Überraschungsangriff ausführen soll. Anastasio ernennt ihn zu seinem Ritter.
Szene 11. Giustino verspricht Leocasta die Treue bis in den Tod (Arie Giustino: „Allor che mi vedrò“). Flavia/Andronico deutet ihr vorsichtig ihr/sein Liebesleid an, ohne sich ihr jedoch zu offenbaren. Leocasta empfiehlt ihr, diese Liebe im Stillen zu bewahren (Arie Leocasta: „No bel labro men sdegnoso“).
Szene 12. Andronico sieht sein Ziel, Leocasta für sich zu gewinnen, in Gefahr (Arie Andronico: „È pur dolce ad un anima amante“).
Weite Ebene vor Konstantinopel mit dem Feldlager Vitalianos
Szene 13. Vitaliano ruft seine Leute zum Kampf auf (Arie Vitaliano: „All’armi o Guerriri“). Polidarte präsentiert ihm die gefangene Arianna. Vitaliano erneuert sein Angebot zur Heirat, das Arianna verächtlich ablehnt. Er verliert die Geduld mit ihr und befiehlt Polidarte, sie einem Ungeheuer zum Fraß vorzuwerfen (Arie Vitaliano: „Vanne sì superba và“).
Szene 14. Arianna ist entschlossen, Vitaliano niemals nachzugeben, sollte es sie auch das Leben kosten. Sie widmet ihrem geliebten Gatten einen letzten Gruß (Arie Arianna: „Mio dolce amato sposo“).

### Zweiter Akt
Offener Wald mit Blick auf das vom Sturm bewegte Meer
Szene 1. Anastasio und Giustino steigen aus einem am Strand gekenterten Schiff. Trotz aller Rückschläge ist Giustino zuversichtlich, dass sie Vitaliano schlagen können. Sie suchen Schutz in einer Hirtenhütte. Anastasio befürchtet, dass Arianna in einer Flut von Tränen versinkt (Arie Anastasio in der Urfassung: „Sento in seno ch’in pioggia di lagrime“).
Szene 2. Polidarte führt die gefangene Arianna herbei. Hier will er sie an das Meeresungeheuer verfüttern. Während er ein verächtliches Lied singt, binden seine Leute Arianna an einen Felsen (Arie Polidarte: „Ritrosa bellezza“).
Szene 3. Ein furchterregendes Monster schwimmt heran und klettert allmählich auf den Felsen. Ariannas Hilferufe werden vom Echo verstärkt (Arioso Arianna/Echo 1/Echo 2: „Per me dunqu’il ciel non ha“). Giustino eilt herbei, besiegt das Monster im Kampf und befreit sie.
Szene 4. Arianna und Anastasio fallen sich erleichtert in die Arme (Duett Arianna/Anastasio: „Mio bel tesoro“). Anastasio verspricht Giustino zur Belohnung die Erfüllung eines beliebigen Wunsches. Giustino lehnt bescheiden ab.
Szene 5. Glücklicherweise trifft nun Anastasios General Amanzio mit einem Schiff ein, so dass die Gestrandeten den Schreckensort verlassen können. Arianna betet um eine ruhige Fahrt (Arie Arianna: „Per noi soave e bella“).
Szene 6. Vitalianos Zorn auf Arianna ist inzwischen verraucht. Er lässt sich reumütig von Polidarte an die Küste führen, um sie zu befreien oder wenigstens ihre sterblichen Überreste ein letztes Mal zu küssen. Da entdeckt er am Strand das tote Ungeheuer. Er hofft, dass Arianna noch lebt und sich durch seine Tränen besänftigen lässt (Arie Vitaliano: „Quel torrente che s’inalza“).
Garten
Szene 7. Andronico/Flavia versucht, die Eifersucht Leocastas zu vertreiben, indem er ihr versichert, dass er Giustino zwar wegen seiner Tapferkeit liebe, ihn aber nicht begehre. Leocasta ist von seinen Reden verwirrt. Sie erzählt ihm von Ariannas Rettung durch Giustino.
Szene 8. Arianna berichtet den beiden, dass die Entscheidungsschlacht bevorstehe und Giustino geschworen habe, ihr den Kopf Vitalianos zu Füßen zu legen. Leocasta schlägt vor, zusammen mit Flavia die Götter zu beschwören. Andronico/Flavia geht unter dem Vorwand voraus, die beiden einen Moment allein lassen zu wollen (Aria breve Andronico: „Più bel giorno e più bel fato“). Leocasta fordert die Kaiserin auf, eine Weile im Garten zu bleiben, um dessen Schönheiten zu genießen (Arie Leocasta: „Senti l’aura che leggiera“). Arianna muss dennoch an ihren durch die Schlacht gefährdeten Gatten denken (Aria breve Arianna: „Augelletti garruletti“).
Zimmer
Szene 9. Anastasio lässt sich als Sieger feiern (Aria breve Anastasio: „Verdi lauri cingetemi il crine“). Giustino hat Vitaliano gefangen genommen. Dieser besteht darauf, dass sein Untergang lediglich dem Schicksal geschuldet war und nicht dem Arm Giustinos. Anastasio gesteht Giustino jedoch den alleinige Ruhm zu – sehr zum Missfallen seines Generals Amanzio, für den Giustino nur ein einfacher Bauer ist. Giustino bittet darum, den Gefangenen der Kaiserin vorzuführen. Er will unterdessen die letzten noch übrigen Feinde zurückschlagen (Arie Giustino: „Sù l’altar di questo nume“).
Szene 10. Amanzio überreicht dem Kaiser einen juwelenbesetzten Gurt, den er dem besiegten Vitaliano abgenommen hat, und warnt ihn davor, Giustino zu sehr zu trauen, da dieser sich zu einem neuen Usurpator entwickeln könnte (Arie Amanzio: „Candida fedeltà“). Anastasio ist beunruhigt. Ihm fällt jetzt auch die Nähe Giustinos zu Arianna auf (Arie Anastasio: „Taci per poco ancora“).
Szene 11. Vitaliano gesteht Arianna alle seine Vergehen, die er aber nur aus Liebe zu ihr begangen habe. Er legt sein Schicksal in ihre Hände. Sie will seine Liebesschwüre nicht anhören und lässt ihn den Kerker werfen. Vitaliano zeigt keine Reue, da sein Handeln der Vernunft entsprach (Arie Vitaliano: „Quando serve alla ragione“).
Szene 12. Anastasio schenkt Arianna den kostbaren Gurt des Besiegten. Sie fordert ihn auf, auch Giustino großzügig zu belohnen. Anastasio ignoriert das misstrauisch. Er will lieber feiern und künftig im Sinne Cupidos regieren (Arie Anastasio: „Se all’amor ch’io porto al trono“). Arianna ist besorgt (Aria breve Arianna: „Dalle gioie del core amor pendea“).
Wald
Szene 13. Andronico hat Leocasta in einen Wald geführt. Dort gibt er sich ihr als Mann zu erkennen, erklärt ihr seine Liebe und droht damit, sich ihre Gunst gewaltsam zu erzwingen. Glücklicherweise kommt Giustino vorbei und kann auf ihre Hilferufe reagieren. Er lässt Andronico abführen. Leocasta und Giustino erkennen ihre gegenseitige Liebe. Giustino bittet seine Begleiter, die noch immer von dem Angriff Andronicos erschütterte Leocasta in den Palast zu bringen (Arie Leocasta: „Sventurata navicella“). Er selbst will weiterhin auf das Schicksal und seine Tapferkeit vertrauen (Arie Giustino: „Hò nel petto un cor si forte“).

### Dritter Akt
Wald vor der Stadt mit einem Turm
Szene 1. Die Brüder Vitaliano und Andronico sind aus dem Gefängnisturm geflohen. Vitaliano will sich nun an seinen Feinden rächen (Arie Vitaliano: „Il piacer della vendetta“).
Zimmer
Szene 2. Belauscht von Amanzio, berichtet Giustino Arianna von der Rettung Leocastas. Sie schenkt ihm als Belohnung den Juwelengurt Vitalianos. Giustino ist dankbar, befürchtet aber, dass sein Erfolg Neider hervorrufen könnte (Arie Giustino: „Zefiretto che scorre nel Prato“). Arianna Gedanken wandern wieder zu ihrer Liebe zu ihrem Gatten, von dem sie keinen Moment getrennt sein möchte (Arie Arianna: „Quell’amoroso ardor“).
Szene 3. Amanzio erzählt dem Kaiser von der Belohnung Giustinos und behauptet, dass der Gurt ein Liebeszeichen Ariannas sei. Anastasios Eifersucht ist jetzt vollends entfacht. Als Giustino und Arianna kommen, verlangt er Aufklärung über ihr Verhalten. Die beiden verstehen seinen unerwarteten Zorn nicht und können keine befriedigenden Antworten geben, zumal der Kaiser sie wütend unterbricht. Schließlich schickt Anastasio Arianna in die Verbannung und verurteilt Giustino zum Tode.
Szene 4. Giustino verabschiedet sich von Leocasta und bittet sie, nicht um ihn zu trauern – er werde glücklich sterben. Innerlich leidet er jedoch (Arie Giustino: „Il mio cor già più non sà“). Leocasta will ihn um jeden Preis retten (Arie Leocasta: „Senza l’amato ben“).
Szene 5. Amanzio sieht sich kurz vor dem Ziel seiner Träume: Er will die Macht im Reich ergreifen und hat bereits tausende bewaffneter Unterstützer für einen Aufstand gewonnen (Arie Amanzio: „Si vuò à regnar“).
Schroffe Gebirgslandschaft
Szene 6. Giustino ist mit Leocastas Hilfe die Flucht gelungen. Er akzeptiert sein wechselhaftes Schicksal und legt sich schlafen. Vitaliano und Andronico finden ihn in dieser hilflosen Lage. Bevor sie ihn töten können, erleuchtet ein Blitz die Gegend und zeigt das Grabmal Vitalianos des Älteren, ihres Vaters. Dessen Stimme warnt sie davor, Giustino zu töten: Er sei ihr Bruder und der einzige, der ihnen zu Leben und Macht verhelfen könne. Als Giustino erwacht, erklären sie ihm die Lage und schließen ihn in die Arme. Giustino überredet sie, den Aufstand des Verräters Amanzio niederzuschlagen und die Ehre Anastasios wiederherzustellen.
Zimmer
Szene 7. Leocasta sorgt sich um ihren Geliebten Giustino. Arianna berichtet ihr von dem Aufstand Amanzios, von dem Leocasta aber bereits weiß. Arianna vergleicht ihre Lage mit der eines furchtsamen Rehs (Arie Arianna: „La cervetta timidetta“).
Szene 8. Mit Lorbeer gekrönt freut sich Amanzio auf seine Thronbesteigung (Arie Amanzio: „Or che cinto ho il crin d’alloro“).
Szene 9. Anastasio und Arianna werden in Ketten vorgeführt. Amanzio verurteilt sie zum Tod. Das Urteil soll unverzüglich vollstreckt werden.
Szene 10. Trompeten und Pauken künden von einem Kampf vor den Toren. Das Volk bejubelt Giustino, der kurz darauf zusammen mit Vitaliano und Andronico hereinstürmt und Anastasio überwältigt. Anastasio bittet Giustino um Vergebung dafür, den Lügen Amanzios Glauben geschenkt zu haben. Giustino ist nicht nachtragend. Er bittet im Gegenzug für seine Brüder Vitaliano und Andronico. Die beiden schwören Anastasio ihre Treue. Daraufhin ernennt Anastasio Giustino zum Caesar und Mitregenten und verspricht ihm die Hand seiner Schwester Leocasta. Auch das Kaiserpaar selbst ist wieder versöhnt (Duett Arianna/Anastasio: „In braccio a te la calma“).
Szene 11. Leocasta war zu Beginn des Aufstands geflohen. Sie wagt sich nun wieder hervor und informiert sich bei Polidarte über das Schicksal Anastasios, Ariannas und Giustinos. Anschließend bittet sie ihn, Giustino mitzuteilen, dass sie bald wieder bei ihm sein werde (Arie Leocasta: „Lo splendor ch’à sperare“).
Tempel der Göttin Fama (Verwandlung)
Szene 12. Alle außer Amanzio feiern Giustinos Hochzeit mit Leocasta und seine Krönung (Chor: „Doppo i nembi e le procelle“).

## Gestaltung

### Orchester
Die Orchesterbesetzung der Oper enthält die folgenden Instrumente:
- Holzbläser: zwei Blockflöten, zwei Oboen
- Blechbläser: zwei Hörner, zwei Trompeten
- Pauken
- Salterio
- Streicher
- Basso continuo (mit zwei Cembali)
- Bühnenmusik: Trompete, Pauken, Streicher

### Musiknummern
Die Oper enthält die folgenden Musiknummern:
Sinfonia
- 1. […] (C-Dur) – für Streicher und Basso continuo
- 2. Andante (c-Moll) – für Violinen I/II, Viola und Bass ohne Cembalo
- 3. Allegro (C-Dur) – für Violinen I/II, Viola und Basso continuo

Erster Akt
- Szene 1. Rezitativ: „Febo, che non mai stanco“
  - Aria breve mit Chor (Arianna, SAT): „Viva Augusto eterno impero“ – Allegro (A-Dur); für Streicher und Basso continuo
  - Rezitativ: „Dà questa man, ch’al mio destin dà legge“
  - Aria breve mit Chor (Anastasio, SAT): „Viva Arianna e il suo bel core“ – Allegro (A-Dur); für Streicher und Basso continuo
  - Rezitativ: „Ah mio Sovrano Augusto“
- Szene 2. Rezitativ: „Vitaliano, il di cui il nome vola“
  - Arie (Anastasio): „Un vostro sguardo“ – Allegro (d-Moll); für Streicher und Basso continuo
- Szene 3. Rezitativ: „Arianna che pensi?“
  - Arie (Arianna): „Da tuoi begl’occhi impara“ – Allegro (F-Dur); für Violine I/II, Viola und Basso continuo; vgl. Tieteberga RV 737 III:2
- Szene 4. [Giustino singend]: „Misero è ben colui che dopo nata“ (nicht im Libretto; die Partitur enthält nur eine einzige Note)
  - Rezitativ: „Deh perche non poss’io destin crudele“
  - Arie (Giustino): „Bel riposo dè mortali“ (im Libretto: „ristoro“) – Andante (C-Dur); für zwei Flöten, zwei Oboen, Violine I/II, Viola/Violoncello, Violone ohne Cembalo
- Szene 5. Sinfonia „La Fortuna in macchina“ – Allegro; für Streicher und Basso continuo (Bühnenmusik)
  - Rezitativ (Fortuna): „Giustin lascia i riposi“ – für Streicher und Basso continuo
  - Arie (Fortuna): „Della tua sorte“ (1. Vertonung) – Allegro (A-Dur); für Streicher und Basso continuo
  - Rezitativ: „O’ chiunque; tu sij, ch’ora m’inviti“
- Szene 6. Rezitativ: „Cieli numi soccorso“
  - Arie (Leocasta): „Nacque al bosco e nacque al prato“ – Allegro (B-Dur); für Streicher und Basso continuo
- Szene 7. Rezitativ: „Amanzio?“ – „Alta reina“
- Szene 8. Rezitativ: „Io t’offro, ò Augusta questa real donzella“
  - Arie (Arianna): „Sole degl’occhi miei“ – Allegro non molto (c-Moll); für Streicher und Basso continuo; vgl. Ottone in villa RV 729A I:2
  - Rezitativ: „Già s’avvanza la notte“
  - Arie (Amanzio): „La gloria del mio sangue“ – Allegro (F-Dur); für zwei Oboen, Streicher und Basso continuo; vgl. Teuzzone RV 736 II:8; Tieteberga RV 737 II:7
  - Rezitativ: „Corro all’impresa e dell’orgoglio insano“
  - Arie (Anastasio): „Vedrò con mio diletto“ – Larghetto (D-Dur); für Streicher und Basso continuo
- Szene 9. Rezitativ: „O’ come volontier ti stringo al seno“
- Szene 10. Rezitativ: „Del greco impero à i danni“
  - [Arie (Anastasio): „Non si vanti un’alma audace“] (nicht vertont)
- Szene 11. Rezitativ: „Gran Signora, ove il fato“
  - Arie (Giustino): „Allor che mi vedrò“ – Allegro (D-Dur); für Streicher und Basso continuo; vgl. Tieteberga RV 737 I:8
  - Rezitativ: „Vedesti Flavia come seppe unir“
  - Arie (Leocasta): „No bel labro men sdegnoso“ – Allegro (F-Dur); für Streicher und Basso continuo; vgl. Armida al campo d’Egitto RV 699A III:3
- Szene 12 (Partitur: ohne Nummer). Rezitativ: „Lacci che impreggionate“
  - Arie (Andronico): „È pur dolce ad un anima amante“ – Allegro (C-Dur); für Violine I/II und Viola/Basso continuo; vgl. Tito Manlio RV 738 I:6
- Szene 13 (Partitur: XII). Arie (Vitaliano): „All’armi o guerriri“ – Allegro (D-Dur); für zwei Trompeten, zwei Oboen, Streicher, Pauken und Basso continuo
  - Rezitativ: „Signor s’arrise il fato“ (im Libretto: „t’arrise“)
  - Arie (Vitaliano): „Vanne sì superba và“ – Allegro (D-Dur); für Streicher und Basso continuo
- Szene 14 (Partitur: XIII). Rezitativ: „Bella cangia desio, cedi à chi d’ama“
  - Arie (Arianna): „Mio dolce amato sposo“ – Andante (Es-Dur); für Streicher und Basso continuo

Zweiter Akt
- Szene 1. Rezitativ: „Al dispetto dell’onde“
- Szene 2. Rezitativ: „Quest’è la cruda spiaggia“
  - Arie (Polidarte): „Ritrosa bellezza“ – Allegro (B-Dur); für Violine I/II und Viola/Basso continuo
- Szene 3. Rezitativ: „Numi che il ciel reggete con destra“ – für Violoncello solo und Cembalo
  - Rezitativ: „Quali strida funeste“
  - Arioso (Arianna, Echo 1, Echo 2): „Per me dunqu’il ciel non ha“ – […] (B-Dur); für Violine I/II und Cembalo
  - Rezitativ: „Che ascolto? queste selci con replicate voci“
- Szene 4. Rezitativ: „Traveggo, ò pur la mente“
  - Duett (Arianna, Anastasio): „Mio bel tesoro“ – Allegro (C-Dur) für zwei Solo-Violinen, Violine I/II und Viola/Basso continuo
  - Rezitativ: „Mà quall’orrendo, e formidabil mostro“
- Szene 5. Rezitativ: „In traccia de’ tuoi legni“
  - Arie (Arianna):[A 2] „Per noi soave e bella“ – Allegro (G-Dur); für Streicher und Basso continuo
- Szene 6. Rezitativ: „Troppo fosti, ò mio core“
  - Arie (Vitaliano): „Quel torrente che s’inalza“ – Allegro (B-Dur); für Violine I/II, Viola und Basso continuo; vgl. Adelaide RV 695 II:17; Farnace RV 711D III:3
- Szene 7. Rezitativ: „Flavia non hò più core“
- Szene 8. Rezitativ: „Lascia, che per la gioia“
  - Aria breve (Andronico): „Più bel giorno e più bel fato“ – Allegro (g-Moll); für Violine I/II und Viola/Basso continuo
  - Rezitativ: „Quando è Flavia gentil!“
  - Arie (Leocasta): „Senti l’aura che leggiera“ – Andante molto (A-Dur); für Streicher und Basso continuo; vgl. Farnace RV 711D III:4; Tamerlano RV 703 I:2
  - Rezitativ: „Dir così non poss’io“
  - Aria breve (Arianna): „Augelletti garruletti“ – […] (F-Dur); drei Satzteile mit wechselnden Besetzungen: Violine I/II, Viola und Cembalo solo; vgl. Armida al campo d’Egitto RV 699A II:7
- Szene 9. Aria breve (Anastasio): „Verdi lauri cingetemi il crine“ – Allegro (C-Dur); für zwei Trompeten, zwei Oboen, Streicher und Basso continuo
  - Rezitativ: „Vieni barbaro vieni al monarca del mondo“
  - Arie (Giustino): „Sù l’altar di questo nume“ (2. Fassung) – […] (c-Moll); für Streicher und Basso continuo
- Szene 10. Rezitativ: „Già con mortale eccidio oppresso“
  - Arie (Amanzio): „Candida fedeltà“ – […] (A-Dur); für Violine I/II und Basso continuo; vgl. Ottone in villa RV 729A II:8; Tito Manlio RV 738 II:17
  - Rezitativ: „E sarà ver che l’alma d’un huom sì prode e valoroso“ (Libretto: „d’un’uom sì forte“)
  - Arie (Anastasio): „Taci per poco ancora“ – Allegro (B-Dur); für Violine I/II, Viola und Basso continuo; vgl. Armida al campo d’Egitto RV 699C III:9; Teuzzone RV 736 I:5; Tieteberga RV 737 III:13
- Szene 11. Rezitativ: „Già il valor di Giustino hà domo“
  - Arie (Vitaliano): „Quando serve alla ragione“ – Allegro (D-Dur); für Streicher und Basso continuo; vgl. Farnace RV 711DG I:1; La verità in cimento RV 739 III:3
- Szene 12. Rezitativ: „A tutto pieno di gioia“
  - Arie (Anastasio): „Se all’amor ch’io porto al trono“ – […] (a-Moll); für Violine I/II und Viola/Bass ohne Cembalo; vgl. Teuzzone RV 736 II:12
  - Rezitativ: „Giorno per me più chiaro“
  - Aria breve (Arianna): „Dalle gioie del core amor pendea“ – Allegro (G-Dur); für Streicher und Basso continuo
- Szene 13. Rezitativ: „Non son donna qual credi“
  - Rezitativ: „O’ come sì grand’ uopo“
  - Arie (Leocasta): „Sventurata navicella“ – Allegro (G-Dur); für Violine I/II, Viola und Basso continuo; vgl. Orlando finto pazzo RV 727 III:7; Tito Manlio RV 738 I:9
  - Rezitativ: „Sorte che m’invitasti“
  - Arie (Giustino): „Hò nel petto un cor si forte“ – […] (e-Moll); für Salterio, Violine I/II, Viola und Basso continuo

Dritter Akt
- Szene 1. Rezitativ: „Germano eccoci in salvo“
  - Arie (Vitaliano): „Il piacer della vendetta“ – Andante (F-Dur); für Violine I/II, Viola und Basso continuo
- Szene 2. Rezitativ: „Il cielo, ò mia sovrana“
  - Arie (Giustino): „Zefiretto che scorre nel prato“ – […] (B-Dur); für Violine I/II, Viola und Basso continuo; vgl. Armida al campo d’Egitto RV 699B I:12; Tieteberga RV 737 I:4
  - Rezitativ: „Mal soffre il core amante“
  - Arie (Arianna): „Quell’amoroso ardor“ – Allegro e piano (g-Moll); für Violine I/II und Viola
- Szene 3. Rezitativ: „E fia ver ch’infedele“
  - [Arie (Anastasio): „Di re sdegnato“] (nicht in der Partitur); vgl. Tieteberga RV 737 III:9; Ormisda RV Anh. 127a.29
- Szene 4. Rezitativ: „Mia principessa almeno col tuo volta adorata“
  - Arie (Giustino): „Il mio cor già più non sà“ – Allegro (E-Dur); für Streicher und Basso continuo
  - Rezitativ: „Vivrò, mà sol per tua salvezza ò caro“
  - Arie (Leocasta): „Senza l’amato ben“ – Largo e staccato (d-Moll); für Streicher und Basso continuo
- Szene 5. Rezitativ: „Che piủ ti resta Amanzio?“
  - Arie (Amanzio): „Si vuò à regnar“ – […] (A-Dur); für Streicher und Basso continuo; vgl. Armida al campo d’Egitto RV 699C II:11; Teuzzone RV 736 III:3; Tieteberga RV 737 II:12
- Szene 6. Rezitativ: „Fortunato, m’hai tradito“
- Szene 7. Rezitativ: „Già dall’ingrate mura“
  - Arie (Arianna): „La cervetta timidetta“ – […] (B-Dur); für Violine I/II und Bass ohne Cembalo; vgl. Tamerlano RV 703 II:6; Semiramide RV 733 III:4; Catone RV Anh. 80, Orlando furioso (Pasticci) RV Anh. 127.23,24,25; Arien RV Anh. 127a.3,15,32,42
- Szene 8. Arie (Amanzio): „Or che cinto ho il crin d’alloro“ – Allegro (F-Dur); für zwei Hörner, Streicher und Basso continuo
  - Rezitativ: „Pur m’arrisero i fati“
- Szene 9. Rezitativ: „E dove mi traete empi inumani?“
- Szene 10. Rezitativ: „Qual fragor bellicoso odo d’intorno?“
  - Duett (Arianna, Anastasio): „In braccio a te la calma“ – Allegro (A-Dur); für Streicher und Basso continuo; vgl. La Gloria e Himeneo RV 687.22; La Senna festeggiante RV 693.31
- Szene 11. Rezitativ: „Delle [Dalle?] rubelli schiere“
  - Arie (Leocasta): „Lo splendor ch’à sperare“ – Allegro (B-Dur); für Streicher und Basso continuo; vgl. La verità in cimento RV 739 III:1 und III:6
- Szene 12 („Scena ultima“). Rezitativ: „Vieni famoso eroe? Dà quel mio soglio“
  - Chor: „Doppo i nembi e le procelle“ – Allegro (C-Dur); für Streicher und Basso continuo; vgl. La Senna festeggiante RV 693.39; Ipermestra RV 722 III:14; La verità in cimento RV 739 III:10

Ergänzungen
- 1. Akt, Szene 5. Arie (Fortuna): „Della tua sorte“ (Ersatzstück, 2. Vertonung) – […] (A-Dur); für Streicher und Basso continuo
- 2. Akt, Szene 1. Arie (Anastasio): „Sento in seno ch’in pioggia di lagrime“ (nicht verwertet) – Allegro (e-Moll); für Streicher und Bass ohne Cembalo; vgl. Armida al campo d’Egitto RV 699B III:10; Tieteberga RV 737 II:13
- 2. Akt, Szene 9. Arie (Giustino): „Sù l’altar di questo nume“ (ausgetauscht, 1. Fassung) – […] (c-Moll); für Streicher und Basso continuo
- 2. Akt, Szene 12. Arie (Anastasio): (Arienanfang ohne Text, nur 11 Takte erhalten) – Allegro (?) Alla francese (C-Dur); für Streicher und Basso continuo
- 3. Akt, Szene 7. Arie (Arianna): „Sentire che nel sen un cor piagato sta“ (nicht verwertet) – […] (B-Dur); für Violine I/II, Viola und Basso continuo; vgl. Orlando finto pazzo RV 727 I:7
- 3. Akt, Szene 8. Arie (Amanzio): „Or che cinto ho il crin d’alloro“ (Fragment) – […] (D-Dur); für zwei Trompeten, Pauken („tamburi“), Streicher und Basso continuo

### Libretto
Der Text der Oper ist typisch für die im 17. Jahrhundert populären Libretti. Themen wie Liebe, Krieg, Erotik, Gewalt, Wunder und Visionen werden mit Schauelementen verbunden und über eine politische Handlung gelegt. Die Erstfassung von Nicolò Beregan erschien 1683, dem Jahr der Zweiten Wiener Türkenbelagerung. Daher enthält der Text auch einige Bezüge auf den Widerstand des Heiligen Römischen Reichs gegen die Osmanen. Die Erstvertonung, Giovanni Legrenzis Giustino, erwies sich als außerordentlich populär.:343 Bis 1699 wurde sie in Venedig, Neapel, Genua, Mailand, Bologna, Lucca, Verona, Modena, Vicenza und Udine gespielt.
Beregans Libretto wurde mehrfach von anderen Autoren bearbeitet. Neben der von Vivaldi verwendeten Fassung, die auch das Textbuch einer Vertonung von Tomaso Albinonis (Bearbeiter: Pietro Pariati; Bologna 1711) zur Vorlage hatte, gab es Opern von Luigi Mancia (Bearbeiter: Silvio Stampiglia; Rom 1695), Johann Christian Schieferdecker (Justinus, Leipzig 1700 und Der von dem Ackers-Pflug zu den Thron Erhabene Käyser Justinus, Hamburg 1706) und Domenico Scarlatti (Bearbeiter: Giulio Convò; Neapel 1703). Eine erneute Bearbeitung des von Vivaldi vertonten Textes nutzte Georg Friedrich Händel für seinen Giustino von 1737.

### Musik
Die Sinfonia nimmt einige Motive aus Arien von Anastasio (I.2), Leocasta (I.6) und Arianna (III.7sub) vorweg. Das ist eines der frühesten Beispiele für eine solche thematische Verbindung in einer Oper.:344 Ein detaillierter Vergleich findet sich in Reinhard Strohms Buch Dramma per Musica. Vivaldi schrieb die Sinfonia explizit für diese Oper, während er für die weitere Musik des Giustino vielfach auf frühere Werke zurückgriff. Das betrifft insgesamt 21 oder 22 Sätze, von denen mindestens sieben aus seinem Tieteberga von 1717 stammen. Häufig wurden die originalen Texte beibehalten oder nur geringfügig an die Handlung des Giustino angepasst. Dass das Libretto des Tieteberga von Antonio Maria Lucchini stammt, stützt die Annahme, dass er auch die Textbearbeitung des Giustino vornahm.:345f Anders als beispielsweise in Ercole su’l Termodonte wies Vivaldi hier nicht speziell alte oder neue Arien bestimmten Sängern zu, sondern verteilte sie unterschiedslos.:346 Die übernommenen Arien nutzte Vivaldi vor allem zur Darstellung von abwechslungsreichen musikalischen Stimmungsbildern, die wie auch das Libretto ästhetisch der älteren venezianischen Oper entsprachen. Die neu komponierten Stücke dagegen sind für diese Zeit modern. Der Schlusschor „Doppo i nembi e le procelle“ (III.12) stammt aus La verità in cimento von 1720.:344
Die Arientypen variieren. Es gibt sowohl traditionelle Da-Capo-Arien als auch zweiteilige Arietten und kanzonettenartige Lieder. Bei Ariannas Arie „Dalle gioie del core amor pendea“ (II.12b) handelt es sich aufgrund der Textform, die fast vollständig ohne Wiederholungen auskommt, und dem erzählenden mythologischem Inhalt eigentlich um ein Madrigal.:345
Ungewöhnlich ist das konzertierende Salterio in Giustinos Arie „Hò nel petto un cor si forte“. Offenbar war in diesem Jahr gerade ein hervorragender Spieler dieses Instruments in Rom verfügbar. Auch Leonardo Vincis Oper Farnace, die in derselben Spielzeit im Teatro Alibert gegeben wurde, benötigt in einer Arie ein Salterio.:345
Giustinos Auftrittsszene im ersten Akt beginnt mit einer nicht auskomponierten Einleitung auf den Text „Misero è ben colui che dopo nata“, von der Vivaldi zu dem in die Partitur eingetragenen Text lediglich eine einzige Note notierte. Er ging offenbar davon aus, dass der Sänger hier improvisierte. Es folgt eine C-Dur-Schlafarie mit Blockflöten („Bel riposo dè mortali“), die Händel 1734 für eine Pastoral-Sinfonia im ersten Akt seiner Oper Ariodante inspirierte. Den Auftritt der Göttin Fortuna kündigt eine in E-Dur gespielte Fassung des ersten Satzes aus dem „Frühling“ („La primavera“) der Vier Jahreszeiten an. Die gesamte Szene beschrieb Reinhard Strohm als „sowohl symbolisch moralistisch“, indem der junge Bauer zu seiner ruhmreichen Bestimmung erwacht, als auch „selbst-referentiell“, da Vivaldi seine eigene erwachende Lebenskraft bzw. die seiner Musik darstellte.:344
Johann Joachim Quantz schrieb in seiner Autobiografie, dass Vivaldi „mit einer seiner Opern“ die Mode des lombardischen Rhythmus (die Abfolge kurz–lang) in Rom eingeführt habe.:156 Dieser erklingt in Ariannas Arie „Dalle gioie del core amor pendea“ (II.12b).

## Werkgeschichte
Antonio Vivaldi hielt sich von ungefähr Dezember 1723 bis zum März 1724 in Rom auf, da er seit einiger Zeit nach Opernaufträgen außerhalb Venedigs strebte. Für das dortige Teatro Capranica komponierte er zunächst die Oper Ercole su’l Termodonte, die in der Karnevalsaison 1723 gespielt wurde. Die erste Karnevalsoper des folgenden Jahres 1724 war das Gemeinschaftswerk La virtù trionfante dell’amore e dell’odio overo Il Tigrane, für die Vivaldi den zweiten Akt schrieb, während der erste Akt von Benedetto Micheli und der dritte Akt von Nicola Romaldi stammten. Die zweite Oper der Spielzeit war der hier beschriebene Giustino. Die Libretti beider Opern sind der Herzogin Faustina Mattei dei Conti gewidmet, einer Nichte von Papst Innozenz XIII. Das Manuskript schrieb Vivaldi ausschließlich auf römischem Papier. Das in der Nationalbibliothek Turin bewahrte Autograf zeigt deutliche Spuren des Kompositionsprozesses. Neben ungenutzten Entwürfen gibt es etliche Korrekturen und viele Striche. Viele Sätze übernahm er aus älteren Werken. Der bekannteste davon ist der für die Sinfonia beim Auftritt der Göttin Fortuna (I.5) verwendete erste Satz des „Frühlings“ („La primavera“) aus den Vier Jahreszeiten. Im Giustino fehlt allerdings die Solo-Violine. Die Instrumentalisten spielen auf der Bühne.:155 Die Konzertsammlung veröffentlichte er zwar erst im folgenden Jahr als sein Op. 8; die Musik war aber zuvor bereits erklungen – möglicherweise auch in Rom bei einem Privatkonzert.:344
Das Libretto basiert im Wesentlichen auf Nicolò Beregans Text für Giovanni Legrenzis 1683 in Venedig uraufgeführter Oper Giustino. Der ungenannte Bearbeiter, bei dem es sich wahrscheinlich um Antonio Maria Lucchini handelt, nutzte außerdem Pietro Pariatis ebenfalls darauf basierendes Libretto zu Tomaso Albinonis Oper Giustino, die 1711 in Bologna gespielt wurde.
Die Uraufführung fand im Januar oder Februar 1724 im Teatro Capranica statt. Da Frauen damals im Kirchenstaat nicht auf der Bühne auftreten durften, wurden sämtliche Rollen von Männern gesungen, wobei Kastraten die hohen Stimmen übernahmen. Die Darsteller waren Giovanni Ossi (Anastasio), Giacinto Fontana, genannt „Farfallino“ (Arianna), Paolo Mariani (Giustino), Girolamo Bartoluzzi (Leocasta), Antonio Barbieri (Vitaliano), Francesco Antonio Giovenale (Andronico), Carlo Pera (Amanzio), Francesco Pampani (Polidarte) und Biagio Ermini (Fortuna). Zwischen den Akten wurden Intermezzi gespielt, deren Musik nicht von Vivaldi stammte.
Weitere Aufführungen der Oper gab es zu Vivaldis Lebzeiten nicht mehr. Er verwertete einige Arien in späteren Werken. Auch Georg Friedrich Händel kannte die Oper, denn er nutzte einige Motive in seiner eigenen Giustino-Oper von 1737 auf eine überarbeitete Fassung des von Vivaldi vertonten Librettos.

### Rezeption in jüngerer Zeit
Eine kritische Ausgabe der Partitur erstellte der Musikwissenschaftler Reinhard Strohm. Es handelt sich um die erste moderne kritische Ausgabe einer Vivaldi-Oper. Sie erschien 1991 im Verlag Ricordi, wurde aber bereits ab 1985 vom Dirigenten Alan Curtis für Aufführungen beim 22. Festival de Versailles in der Opéra royal du château de Versailles sowie im Teatro Olimpico in Vicenza, im Teatro La Fenice in Venedig, in Como, Buenos Aires und Houston genutzt. Die Regie oblag Maryse Flach, die Ausstattung Pasquale Grossi. In Versailles sangen Silvana Silbano, Alessandra Ruffini, Adelisia Tabiadon, Susanna Anselmi, Caterina Trogu, Silvano Manga, Claudia Bandera und Marina Bottancin.
Seitdem wurde das Werk mehrfach wieder gespielt:
- 2007: Konzerthalle Athen (Megaron) – konzertant.[17]
- 2008/2009: Oldenburgisches Staatstheater, Exerzierhalle – Dirigent: Olaf Storbeck, Inszenierung: Katrin Knopp, Ausstattung und Kostüme: Gesine Kuhn.[17]
- 21. Februar 2012: Theater an der Wien – konzertant; I Virtuosi delle Muse; Dirigent: Stefano Molardi; mit Ileana Mateescu (Anastasio), Maria Grazia Schiavo (Arianna), Marina de Liso (Giustino), Sabina Puértolas (Leocasta), Ed Lyon (Vitaliano), Varduhi Abrahamyan (Andronico), Lucia Cirillo (Amanzio), Vincent Lesage (Polidarte).[18]
- 24. Februar 2012: Théâtre des Champs-Élysées Paris – konzertant; I Virtuosi delle Muse; Dirigent: Stefano Molardi; mit José Maria Lo Monaco (Anastasio), Raffaella Milanesi (Arianna), Marina de Liso (Giustino), Sabina Puertolas (Leocasta), Varduhi Abrahamyan (Andronico), Maria Hinojosa (Amanzio), Vincent Lesage (Polidarte und alter Vitaliano)[17]
- 2017: Börstorp (Schweden) – konzertant(?); Camerata Mandolino Classico; Vivaldiorkestern; Dirigent: Maxine Rizzotto[19]
- 27. Juli 2018: Festival International d’Opéra Baroque de Beaune – konzertant; Accademia Bizantina, Dirigent: Ottavio Dantone; mit Silke Gäng (Anastasio), Emöke Barath (Arianna), Delphine Galou (Giustino), Ana Maria Labin (Leocasta), Emiliano Gonzalez Toro (Vitaliano), Alessandro Giangrande (Andronico, Polidarte) und Ariana Vendittelli (Amanzio).[20]
- August 2022: Schlosstheater Drottningholm, Schweden – The Drottningholm Theatre Orchestra, Dirigent und Regie: George Petrou, Bühne und Kostüme: Paris Mexis; mit Raffaele Pe (Anastasio), Sofie Asplund (Arianna), Jurij Mynenko (Giustino), Johanna Wallroth (Leocasta), Juan Sancho (Vitaliano), Linnea Andreassen (Andronico), Federico Fiorio (Amanzio), Jihan Shin (Polidarte) und Elin Skorup (Fortuna und Geist).[21]
- 20. November 2022: Staatsoper Unter den Linden, Berlin – Akademie für Alte Musik Berlin, Dirigent: René Jacobs, Inszenierung: Barbora Horáková, Bühne: Thilo Ullrich, Kostüme: Eva-Maria Van Acker; mit Raffael Pe (Anastasio), Kateryna Kasper (Arianna), Christophe Dumaux (Giustino), Robin Johannsen (Leocasta), Siyabonga Maqungo (Vitaliano), Helena Rasker (Andronico), Olivia Vermeulen (Amanzio und Fortuna) und Magnus Dietrich (Polidarte).[22]
- 2. und 4. Februar 2023: Martinskirche Basel und Concertgebouw Amsterdam – konzertant; Dirigent: Andrea Marcon; mit Valer Sabadus (Anastasio), Shira Patchornik (Arianna), Carlo Vistoli (Giustino), Marie Lys (Leocasta), Emiliano Gonzalez Toro (Vitaliano), Alessandro Giangrande (Andronico und Polidarte), Kangmin Justin Kim (Amanzio) und Martina Licari (Fortuna).[23][24]
- 2. Mai 2024 (Premiere): Luzerner Theater – Dirigent: Jörg Halubek, Inszenierung: Markus Dietz, Bühne: Ines Nadler, Kostüme: Mayke Hegger; mit Marta Herman (Anastasio), Eyrún Unnarsdóttir (Arianna), Marcela Rahal (Giustino), Tania Lorenzo Castro (Leocasta), Younggi Moses Do (Vitaliano), Josy Santos (Andronico) und Solenn‘ Lavanant Linke.[25]

Größere Bekanntheit erreichte Anfang des 21. Jahrhunderts die Arie des Anastasio „Vedrò con mio diletto“ (I.8). Sie erzielte in der Interpretation von Jakub Józef Orliński auf YouTube mehr als 9,5 Millionen Abrufe (Stand vom Oktober 2022). Einspielungen dieser Arie gibt es auch von den Countertenören Philippe Jaroussky und Reginald Mobley, sowie den Mezzosopranistinnen Romina Basso, Serena Malfi, Sonia Prina und Cecilia Bartoli. Die Geigerin Nicola Benedetti nahm eine Violinfassung der Arie mit dem Scottish Chambers Orchestra auf. Die Musica Antiqua Russica stellte eine Version der Arie mit der Sängerin Victoria Evtodieva und dem Geiger Vladimir Shulyakovskiy vor. Der Falsett-Sänger DiMaio gestaltete eine elektronisch begleitete Neufassung der Arie.

## Aufnahmen
- September 1985 – Alan Curtis (Dirigent), Orchester und Chor des Teatro La Fenice Venedig.
 Susanna Anselmi (Anastasio), Alessandra Ruffini (Arianna), Silvana Silbano (Giustino), Silvana Manga (Leocasta), Adelisa Tabiadón (Vitaliano), Caterina Trogu-Röhrich (Amanzio), Claudine Nicole Bandera (Polidarte), Marina Bottacin (Fortuna).
 Video; live aus Venedig.
 House of Opera DVDCC 629 (1 DVD).[36]:22127
- 21.–30. September 2001 – Estevan Velardi (Dirigent), Alessandro Stradella Consort, Complesso Vocale.
 Manuela Custer (Anastasio), Silvia Bossa (Arianna), Gianluca Belfiori Doro (Giustino), Linda Campanella (Leocasta), Leonardo de Lisi (Vitaliano), Cristiana Emoli (Andronico), Cristiana Presutti (Amanzio), Vincenzo di Donato (Polidarte), Francesca Tancredi (Fortuna).
 Studioaufnahme; vollständig nach Autograph mit Ausnahme dreier von Vivaldi aus anderen Opern übernommenen Arien.
 Bongiovanni GB 2307/10-2 (4 CDs).[36]:22128
- 8.–9. Oktober 2001 – Alan Curtis (Dirigent), Il complesso barocco.
 Marina Comparato (Anastasio), Dominique Labelle (Arianna), Francesca Provvisionato (Giustino), Geraldine McGreevy (Leocasta), Leonardo de Lisi (Vitaliano und Polidarte), Laura Cherici (Amanzio).
 Live, konzertant aus dem großen Saal des „Concert- en congresgebouw de Doelen“ Rotterdam; stark gekürzt.
 Virgin Classics 5455182 (2 CDs).[36]:22130[37]
- 8.–16. April 2018 – Ottavio Dantone (Dirigent), Accademia Bizantina.
 Silke Gäng (Anastasio), Emőke Baráth (Arianna), Delphine Galou (Giustino), Veronica Cangemi (Leocasta), Emiliano Gonzalez Toro (Vitaliano), Alessandro Giangrande (Andronico und Polidarte), Arianna Venditelli (Amanzio), Rahel Maas (Fortuna).
 Studio-Aufnahme aus der Sala Oriani, Antico Convento San Francesco, Bagnacavallo, Ravenna;
 nach der kritischen Ausgabe von Reinhard Strohm.
 Naïve OP 30571 (Vivaldi Edition Vol. 58).[38]
- 27. Juli 2018 – Ottavio Dantone (Dirigent), Accademia Bizantina.
 Silke Gäng (Anastasio), Emőke Baráth (Arianna), Delphine Galou (Giustino), Ana Maria Labin (Leocasta), Emiliano Gonzalez Toro (Vitaliano), Alessandro Giangrande (Andronico und Polidarte), Ariana Vendittelli (Amanzio).
 Live, konzertant aus Beaune.
 Live-Übertragung auf France Musique.[20]
- 18. August 2022 – George Petrou (Dirigent und Regie), Paris Mexis (Bühne und Kostüme), Drottningholm Theatre Orchestra.
 Raffaele Pe (Anastasio), Sofie Asplund (Arianna), Jurij Mynenko (Giustino), Johanna Wallroth (Leocasta), Juan Sancho (Vitaliano), Linnea Andreassen (Andronico), Federico Fiorio (Amanzio), Jihan Shin (Polidarte), Elin Skorup (Fortuna und Geist).
 Video; live aus dem Schlosstheater Drottningholm.
 Videostream bei Operavision.[39]
- 4. Februar 2023 – Andrea Marcon (Dirigent), La Cetra Barockorchester Basel.
 Valer Sabadus (Anastasio), Shira Patchornik (Arianna), Carlo Vistoli (Giustino), Marie Lys (Leocasta), Emiliano Gonzalez Toro (Vitaliano), Alessandro Giangrande (Andronico und Polidarte), Kangmin Justin Kim (Amanzio), Martina Licari (Fortuna).
 Live, konzertant aus dem Concertgebouw in Amsterdam.
 Radioübertragung auf NPO Klassiek.[40]

## Digitalisate
- Giustino, RV 717: Noten und Audiodateien im International Music Score Library Project
- Giustino. Libretto (italienisch), Rom 1724. Digitalisat der Library of Congress